# Синкеп
Синкеп (на индонезийски: Palau Sindkep) е остров в южната част на Южнокитайско море, най-големият от архипелага Линга, принадлежащ на Индонезия, с площ от 828 km². Към 2010 г. населението на острова е 27 000 души. Бреговете му са обградени с коралови рифове. Релефът е равнинен и хълмист с максимална височина 475 m. Изграден е предимно от гранити. Разработва се голямо находище на калай (с добив около 1400 т годишно). Покрит е с влажни вечнозелени гори. Развива се тропично земеделие – отглеждане на сагова палма, дъбилен екстракт от растението гамбир (лат. Uncaria gambir), черен пипер. Районът се характеризира с производство на копра. Развит е местният риболов. Главен град и пристанище е Синкеп.